# حوزه انتخابیه کردکوی، ترکمن، بندرگز و گمیشان
حوزهٔ انتخاباتی کردکوی، ترکمن، بندرگز و گمیشان یکی از حوزه از حوزه‌های استان گلستان برای انتخابات مجلس شورای اسلامی است. این حوزه به مرکزیت کردکوی، ۱ نماینده دارد.

## نمایندهدوره دهم
رامین نورقلی‌پور

## پی‌نوشت و منبع
- «جدول حوزه‌های انتخابیه در انتخابات دهمین دورهٔ مجلس شورای اسلامی» (PDF). مرکز پژوهش و سنجش افکار صدا و سیما. بایگانی‌شده از اصلی (PDF) در ۵ اكتبر ۲۰۱۸. دریافت‌شده در ۱ اوت ۲۰۱۶. تاریخ وارد شده در |archive-date= را بررسی کنید (کمک)| آیکون خرد | این یک مقالهٔ خرد ایران است. می‌توانید با گسترش آن به ویکی‌پدیا کمک کنید. |